# 曹培玺
曹培玺（1955年—），山东日照人，汉族，中华人民共和国政治人物、第十一届全国人民代表大会新疆地区代表。

## 生平
毕业于山东大学电气工程学院电气工程专业，是中共党员。担任中国华能集团公司总经理。2008年起担任全国人大代表。2018年1月，当选第十三届全国政协委员。